# 荒木実緒
荒木 実緒（あらき　みお、1990年2月23日 - ）は、日本のタレント、モデル。シンフォニア所属。

## 来歴
兵庫県の大学に在学中。
スカウトされて、2009年デビュー。

## 人物
- 趣味は、音楽鑑賞、スポーツ観戦。
- 特技は、ネイル、英会話。
- 性格は、おっとりしている。

## 出演

### 情報・バラエティ
- ジャイケルマクソン（毎日放送）
- アップ&ショップ（関西テレビ）

### その他
- 松室政哉（SONY MUSIC）PV